# Traugott Fuchs

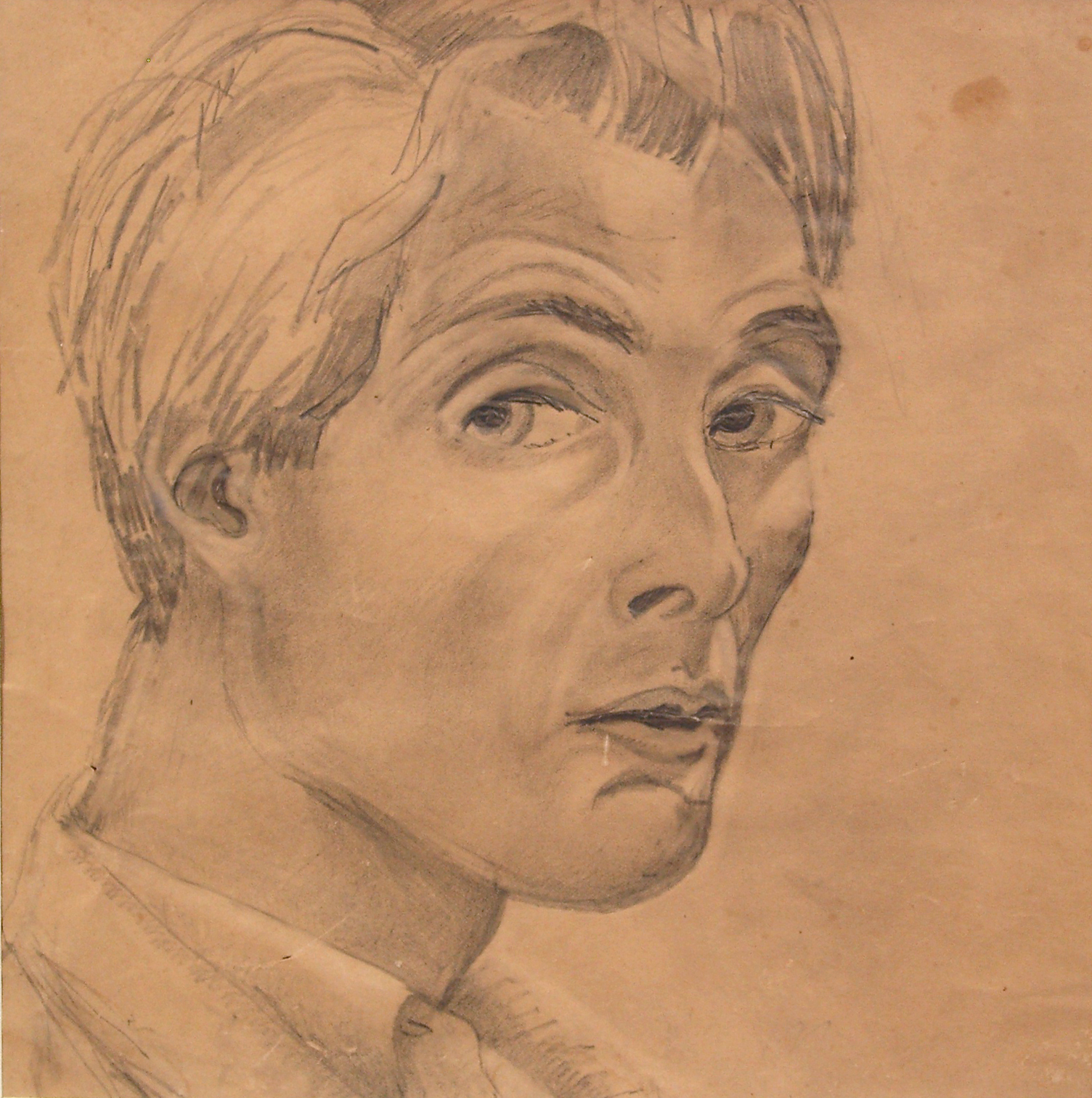
Traugott Fuchs, Selbstbildnis, etwa 1940

Traugott Fuchs (* 23. November 1906 in Lohr, Elsass; † 21. Juni 1997 in Istanbul / Türkei) war ein deutscher Literaturprofessor, Philologe und Maler in Istanbul. Als Flüchtling aus NS-Deutschland im türkischen Exil trug er maßgeblich zum Aufbau der Lehre in deutscher Sprache an den Istanbuler Universitäten bei.

## Leben
Traugott Fuchs wurde 1906 im elsässischen Dorf Lohr als viertes Kind der Pfarrersfamilie Karl und Adelheid Fuchs geboren. Der Einfluss der – urelsässischen – mütterlichen Familie und der Umgebung, insbesondere der Stadt Metz, wo Karl Fuchs 1916–1919 Pfarrer war, erweckten in Traugott die Neigung zur französischen Sprache und Kultur und bereiteten so seine Studienwahl vor. Als nach dem Ersten Weltkrieg Metz/Lothringen französisch wurde, votierte der preußisch gesinnte Vater für Deutschland, und ging mit der Familie nach Schmalkalden in Thüringen. Dort legte Traugott Fuchs auch das Abitur am Realgymnasium ab.
Er nahm das Studium der Romanistik, aber zusätzlich der Philosophie, Kunstgeschichte und Germanistik in Berlin auf, setzte es in Heidelberg und Marburg fort, dort vor allem bei den Romanisten Erich Auerbach und Leo Spitzer. Aufgenommen in den engeren Kreis um Spitzer, folgte er diesem nach Köln und wird sein Assistent am dortigen Lehrstuhl. Er begann eine Doktorarbeit mit dem Thema "Das Je ne sais quoi in der französischen Literatur des 18. Jahrhunderts". Für ein einjähriges Lektorat ging Fuchs an die Universität von Caen, Frankreich. Bei der Rückkehr 1933 fand er Deutschland in der Hand des NS-Regimes. Der verehrte Spitzer wird – als Jude – aus dem Lehrstuhl entfernt. Fuchs veranstaltet eine Protestversammlung zu Spitzers Gunsten, wird zeitweilig festgenommen und aus der Universität gedrängt.
Um diese Zeit begann die Türkei mit der Atatürk'schen Universitätsreform und nahm zahlreiche Professoren, Wissenschaftler und Spezialisten auf, die in Deutschland nicht mehr leben konnten und so nicht nur Zuflucht am Bosporus (Fritz Neumark) fanden, sondern einen erheblichen Beitrag zum Aufbau der modernen Türkei erbrachten. Dazu gehörten Spitzer und Fuchs, der seinem verehrten Lehrer im Februar 1934 nach Istanbul folgte. Zunächst unterrichtete er Französisch an der Fremdsprachenschule, dann begründete er in Spitzers Auftrag, anstelle eines noch fehlenden Germanistik-Professors, die Germanistische Abteilung der Universität Istanbul. Hieraus entsteht seine Hauptaufgabe, die Lehre der deutschen Sprach- und Literaturgeschichte, die er bis 1983, also fast 50 Jahre, ausübte, seit 1943 auch am amerikanischen Robert College, das 1971 in die staatliche Bosporus-Universität umgewandelt wird. Während die meisten der Emigranten die Türkei schon vor 1945 oder bald danach wieder verlassen, ist Fuchs dort bis an sein Lebensende 1997 geblieben.
Spitzer hat die Türkei 1936 für einen Ruf in die USA verlassen, sein Nachfolger wurde der ebenfalls vom NS-Regime verfolgte Erich Auerbach aus Marburg. Um die beiden bildete sich ein Kreis junger deutscher und türkischer Philologen, in dem sich das Erblühen akademischen Lebens in der erneuerten Türkei auf belebende Weise zeigte. Fuchs widmete sich wieder seiner Doktorarbeit, diese wurde von Spitzer akzeptiert, vor der Abgabe wurde sie jedoch 1943 bei einem Wohnungsbrand vernichtet.
Nachdem die Türkei 1944 in die Kriegsallianz gegen NS-Deutschland eintrat, internierte sie alle deutschen Staatsangehörigen, Emigranten wie NS-Anhänger.
```
Fuchs: „Aber noch vor der Internierung wurde mir und einigen anderen eingewanderten jungen Deutschen nahe gelegt nach Deutschland zurückzukehren und uns der Armee an zuschließen. Derselbe Arzt, der mich vorher schon mehrere Male behandelt und für kriegsuntauglich erklärt hatte, bescheinigte nun unter der Kontrolle von 2 Funktionären, die rechts und links von ihm standen, dass ich für die Reserve geeignet sei. Aber als der Tag kam, wo es galt, den Zug zu nehmen, weigerte ich mich ganz entschieden, für Hitler zu kämpfen, diesen Verbrecher, den ich aus ganzer Seele hasste und dessentwegen ich hatte auswandern müssen, ...“
```

Im Dokumentarfilm „Zuflucht am Bosporus“ erzählen Adelheid Scholz und Cornelius Bischof aus aktueller Perspektive über ihre Erfahrungen in den 1930er Jahren in Istanbul - mit der Familie, im Internierungslager und im NS-Jugendcamp. Fuchs war in Çorum, Anatolien, für 13 Monate interniert. Fern seiner Universität, malte er intensiv unter schwierigen Bedingungen. Seine "Çorum-Bilder" geben heute lebendiges Zeugnis von Land und Menschen und dem Leben in Mittelanatolien vor 1950.
Zurück in Istanbul Ende 1945 nahm er die Lehrtätigkeit wieder auf. Der Campus des Robert-College am Bosporus wurde zu seinem Lebensmittelpunkt. Er war verwurzelt im Milieu der Emigranten, und nach dem Wegzug der meisten von ihnen blieb er dank einer extensiven Korrespondenz innerhalb eines weltweiten Netzwerks früherer Kollegen und Freunde. Bestimmend war seine Freundschaft mit dem Orientalisten Hellmut Ritter, der auch nach dem Krieg viele Jahre am Bosporus lebte, und ab 1953 der Briefwechsel mit Hermann Hesse. Vor allem malte er weiter in sich entwickelnden Stilen. Er wurde in Istanbul mit drei Ausstellungen (1956, 1986, 1995) präsentiert.
Aus seiner Wohnung herausprozessiert, erlitt Fuchs mit 85 Jahren einen Schlaganfall. Er verbrachte – geistig lebendig – weitere fünf Jahre im Österreichischen St.-Georg Krankenhaus in Beyoğlu, bis er am 21. Juli 1997 verstarb.

## Bedeutung

### Malerisches Werk
Dies ist der sichtbarere Teil des Wirkens von Fuchs: ca. 200 Gemälde (Öl, Tempera) und mehrere tausend Skizzen und Zeichnungen. Die Gegenstände sind Menschen, Landschaften, städtische Veduten vom Bosporus und Istanbul, Anatolien und Mittelmeer, der Malstil sehr variabel, nachdem er sich anfangs, seinem Onkel Daniel Krencker folgend, um Detailgenauigkeit bemühte. Nach A. Bonnet verleiht "die nicht immer …und sehr unterschiedlich zum Vorschein tretende ….'Naivität' … den Bildern ihren eigenwilligen Charakter und tief empfundene Wahrhaftigkeit …Es gibt genau, geradezu pedantisch gezeichnete und gemalte Bilder und dann wieder ganz ungestüme, abstrahierende Notate.. .Immer wieder greift Fuchs auf Themen und Malweisen zurück oder spielt gleichzeitig auf verschiedenen Registern. Was alle Bilder …..verbindet, ist die bedingungslose Hingabe an das Sujet, das Gemalte, das Malen und das Zeichnen." …Wenngleich "die Welt in den Bildern ….nicht ohne Melancholie ist, spürt man doch, wie hier etwas sehr Kostbares, Fragiles festgehalten werden soll. Der Kontrast zwischen der Weite der Horizonte und der Vielfalt des Dargestellten und der Bescheidenheit der Bildträger lässt diese Zeugnisse einer geradezu visuellen Besessenheit, einer Seh- und Sehnsucht umso eindringlicher und anrührender wirken. Zugleich zeugen sie von Fuchs' bedingungsloser Liebe zu dem Land,…das ihm wohl doch ein "süßlich-trauriges" Arkadien bot und war". Und weiter zu den Skizzen: "Der Ductus der schnellen Notate erinnert an arabische Kalligraphie, womit er mit der Form selbst bereits etwas über das Dargestellte auszudrücken vermochte. Diese originelle und obwohl flüchtig wirkende ausdrucksstarke Linie muss als genuine Fuchs'sche bildnerische Erfindung gewürdigt werden." Eine ganze Reihe von Bildern ist traumhaften oder mythologischen Inhalts. Eine einfühlsame Interpretation von zweien dieser Bilder durch Martin Vialon setzt sie in Beziehung zur Exilsituation.

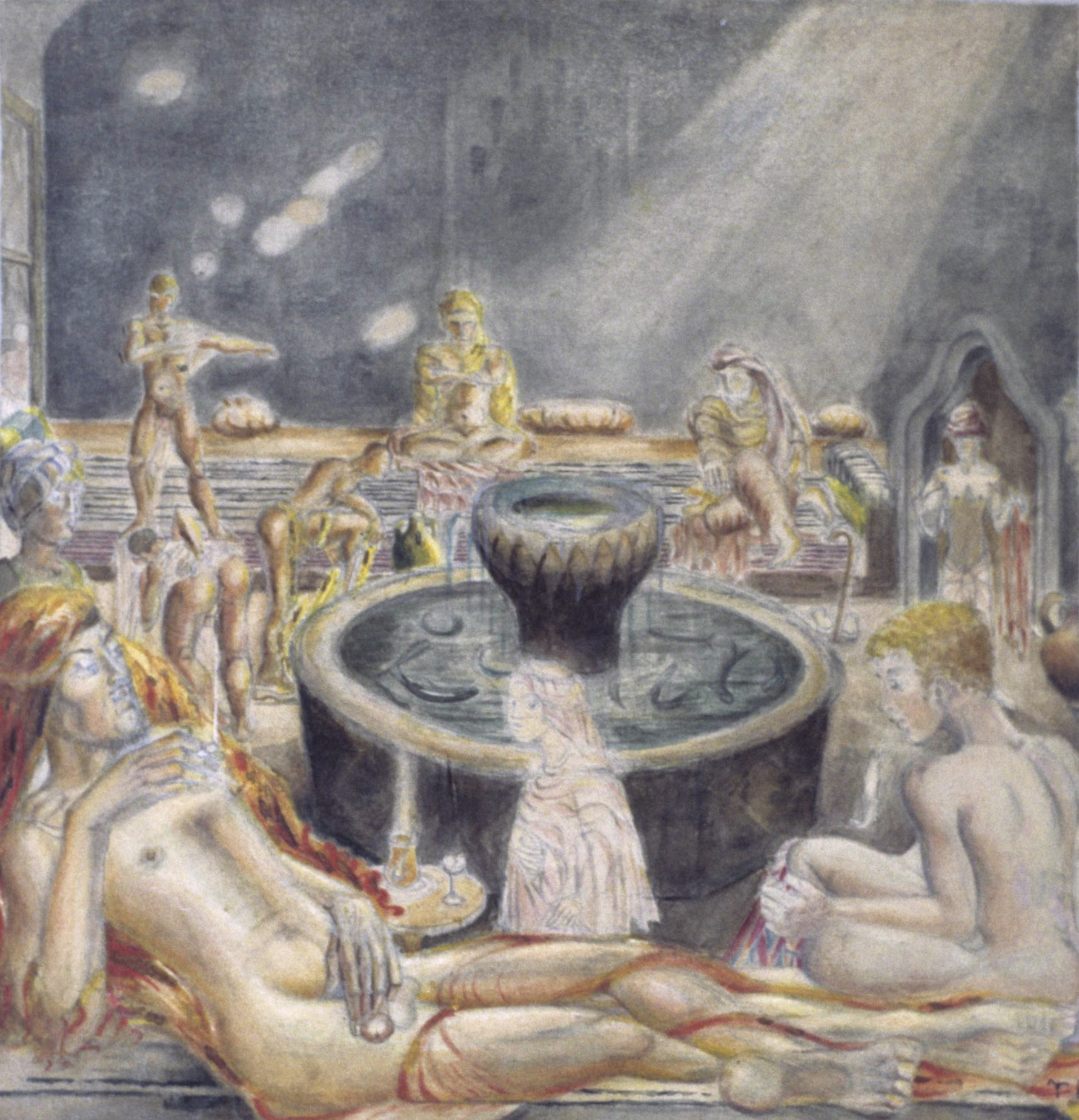
Traugott Fuchs, Im Hamam, 40er Jahre
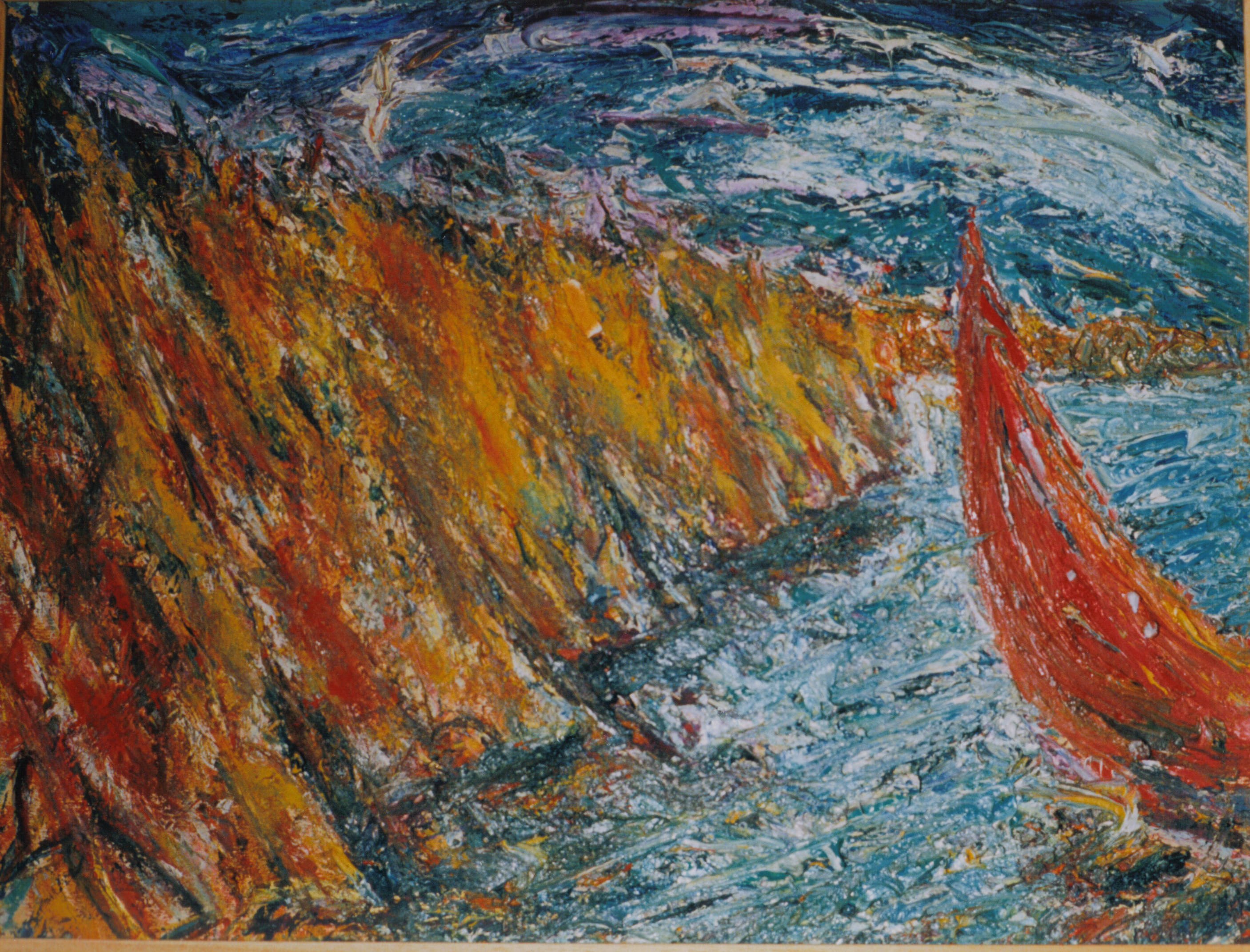
Traugott Fuchs, Rote Felsen auf Kinali Ada, 60er Jahre
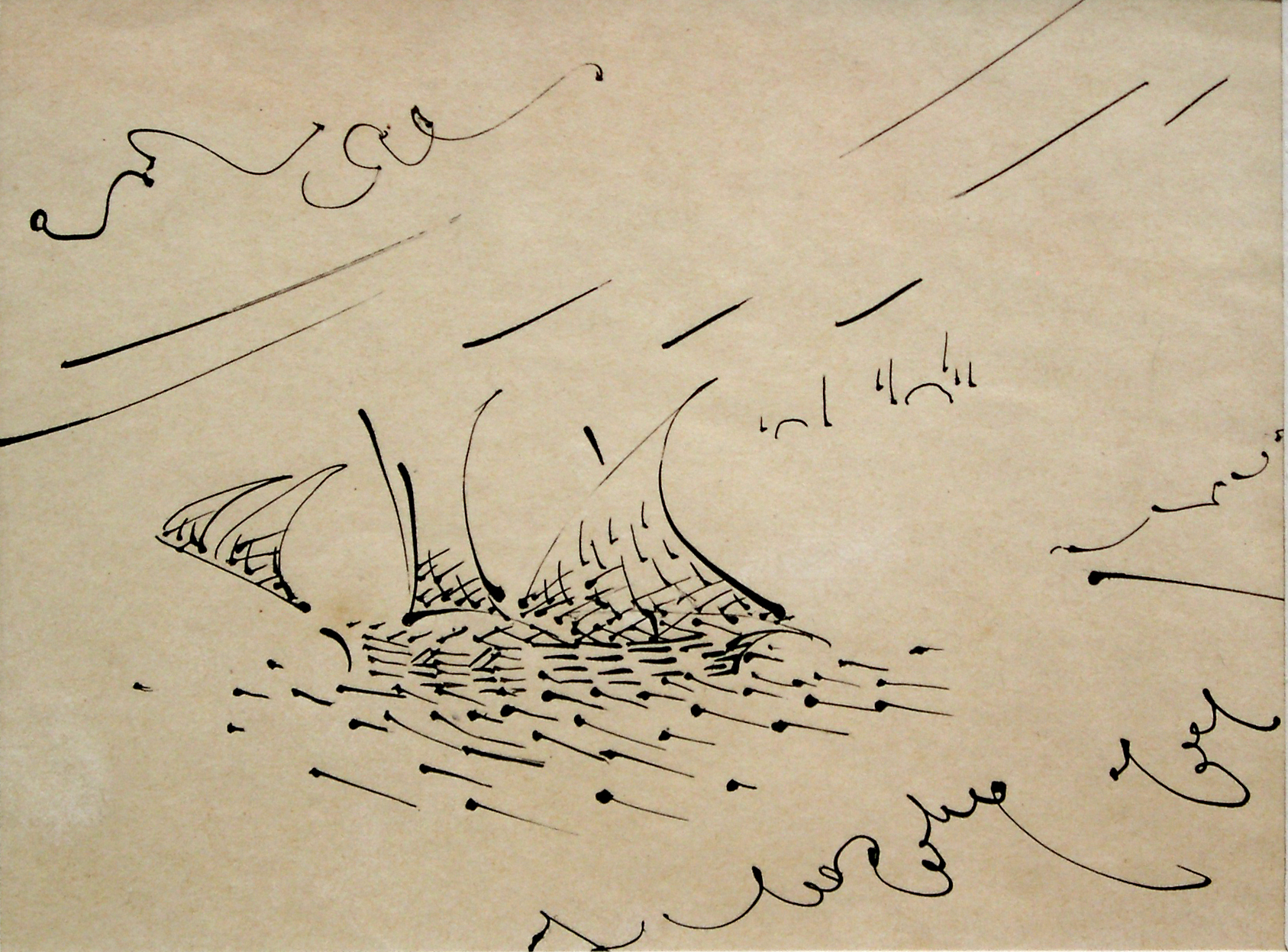
Traugott Fuchs, Segelschiff vor Istanbul, 50er Jahre
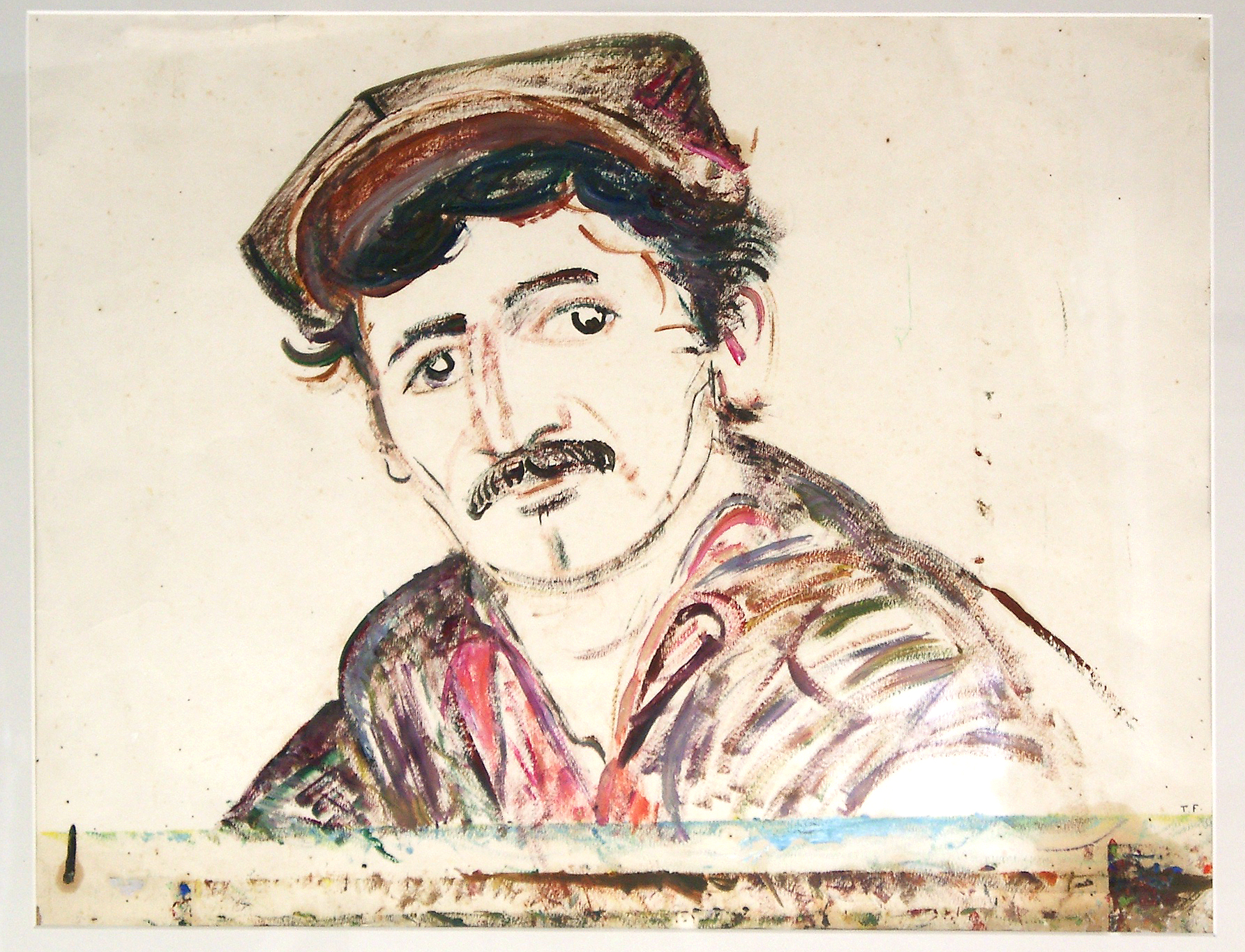
Traugott Fuchs, Junger Türke

Ausstellungen von Fuchs' Bildern gab es in der Türkei 1955 (Çorumand Anatolian Pictures", Städtische Galerie Beyoğlu, Istanbul, sowie 1956 Goethe-Institut Ankara), 1986 (Çorum and Anatolian Pictures", Cultural Heritage Museum at the Bosphorus University, Rumeli Hisar, Istanbul) und 1995 (Traugott Fuchs - A life in Turkey, Deniz Müzesi mit Goethe-Institut Istanbul). Eine Auswahl von Fuchs Bildern und Zeichnungen wurde für die Deutsche Welle, Köln zusammengestellt und dort 2001 ausgestellt, und dann ebenfalls 2001 im DAI Heidelberg, 2003 bei der Gesellschaft für Bildende Kunst, Palais Walderdorff, Trier, 2004 bei der Literarischen Gesellschaft Oberrhein im Max-Palais, Karlsruhe, und 2008 in Fuchs' Heimatstadt Schmalkalden.

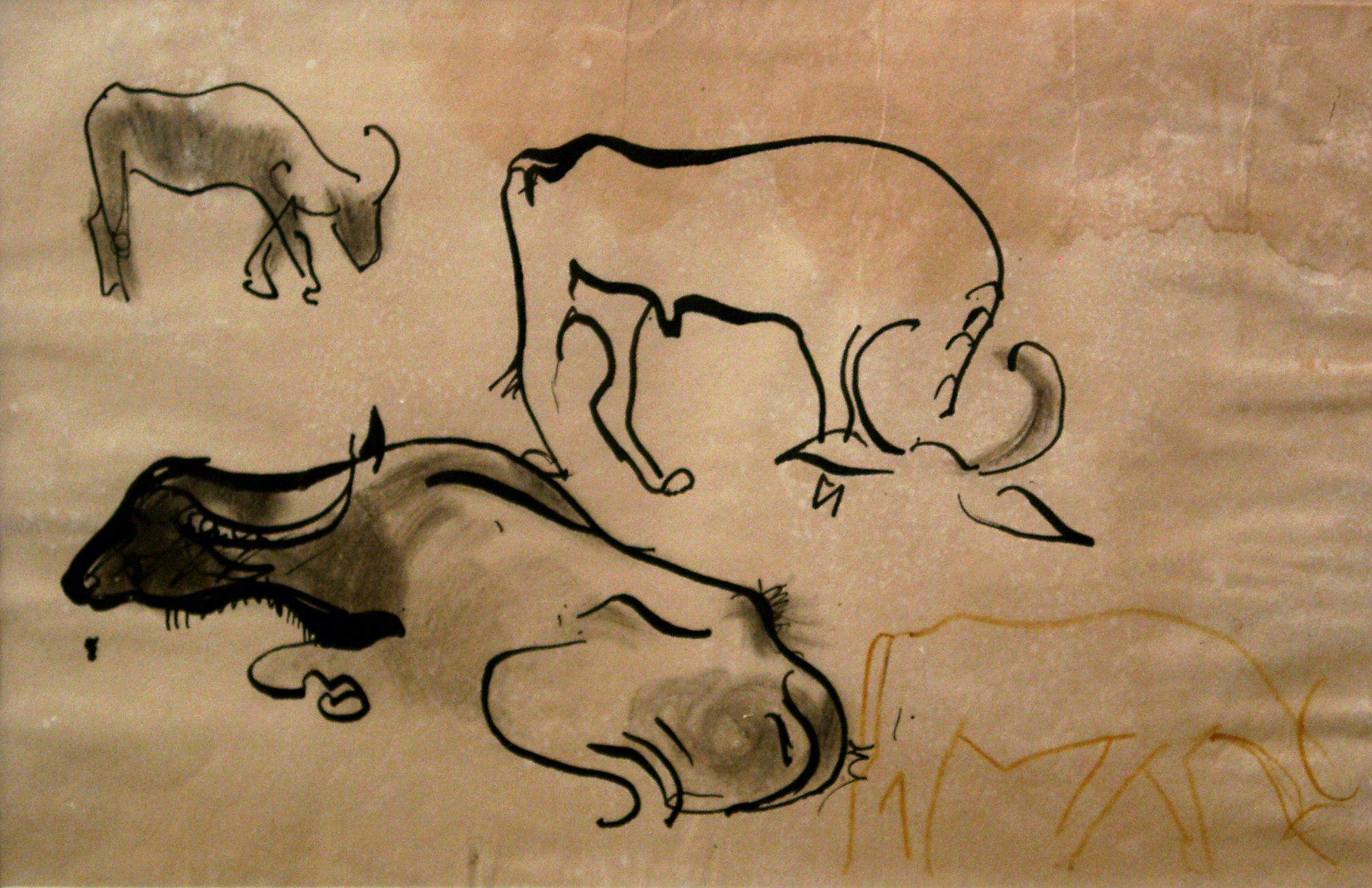
Traugott Fuchs, Büffel
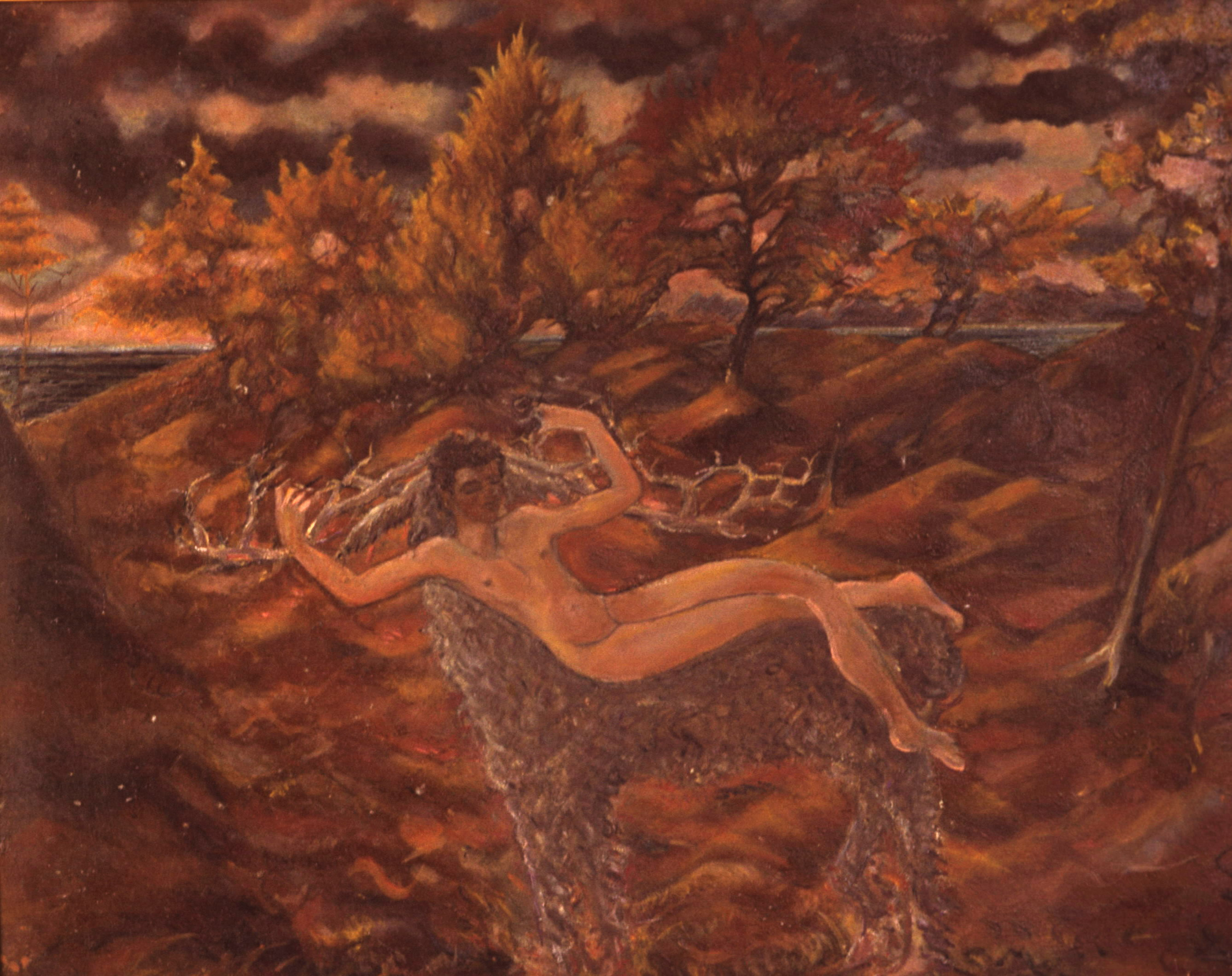
Traugott Fuchs, "Schlafend trägt man mich in meine Heimat dann 1961. Vgl. auch M. Vialon, Quelle 3
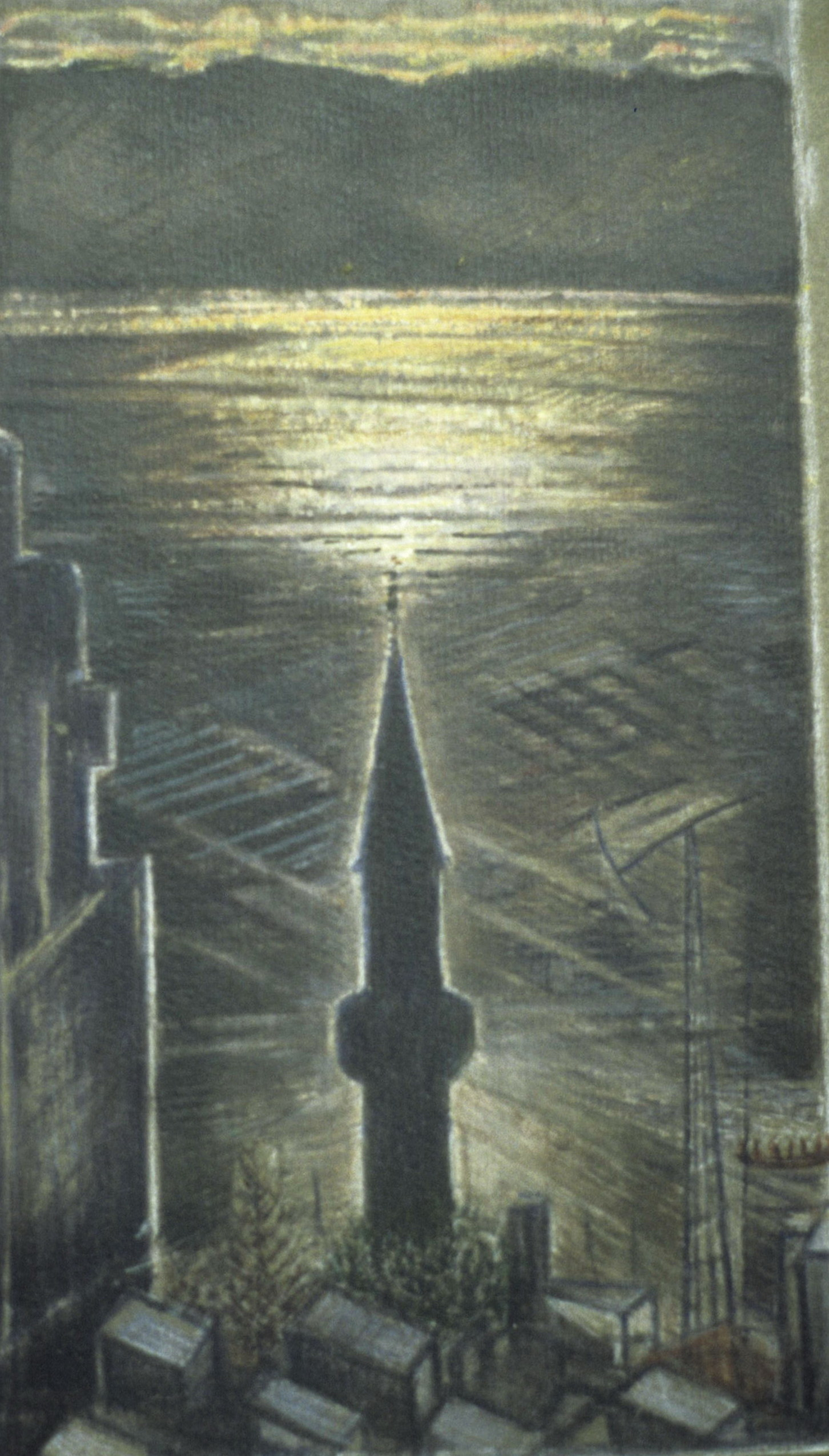
Traugott Fuchs, Nächtlicher Blick auf Bosporus bei Rumeli Hisar
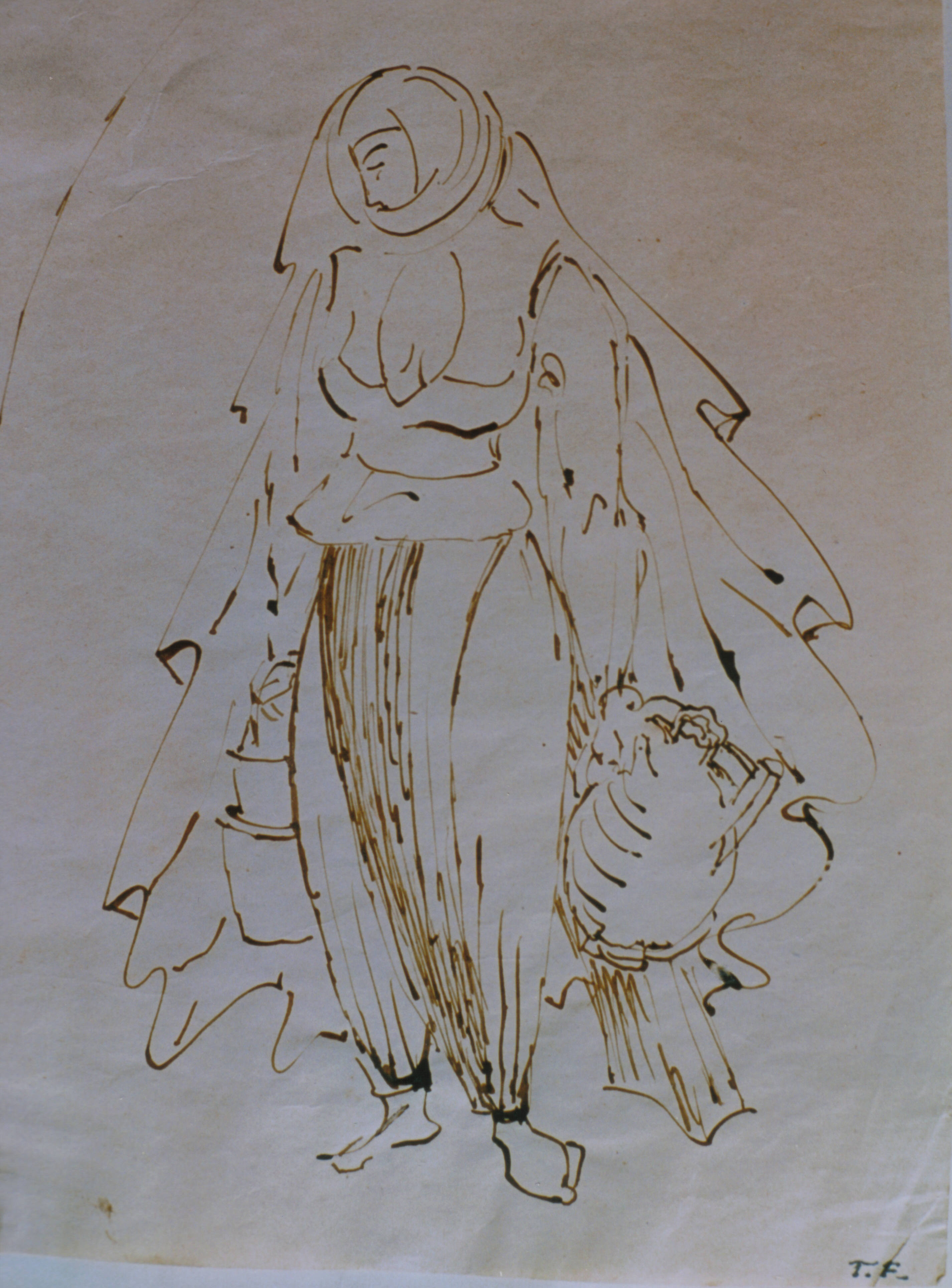
Traugott Fuchs, Frau mit Krügen, 1945
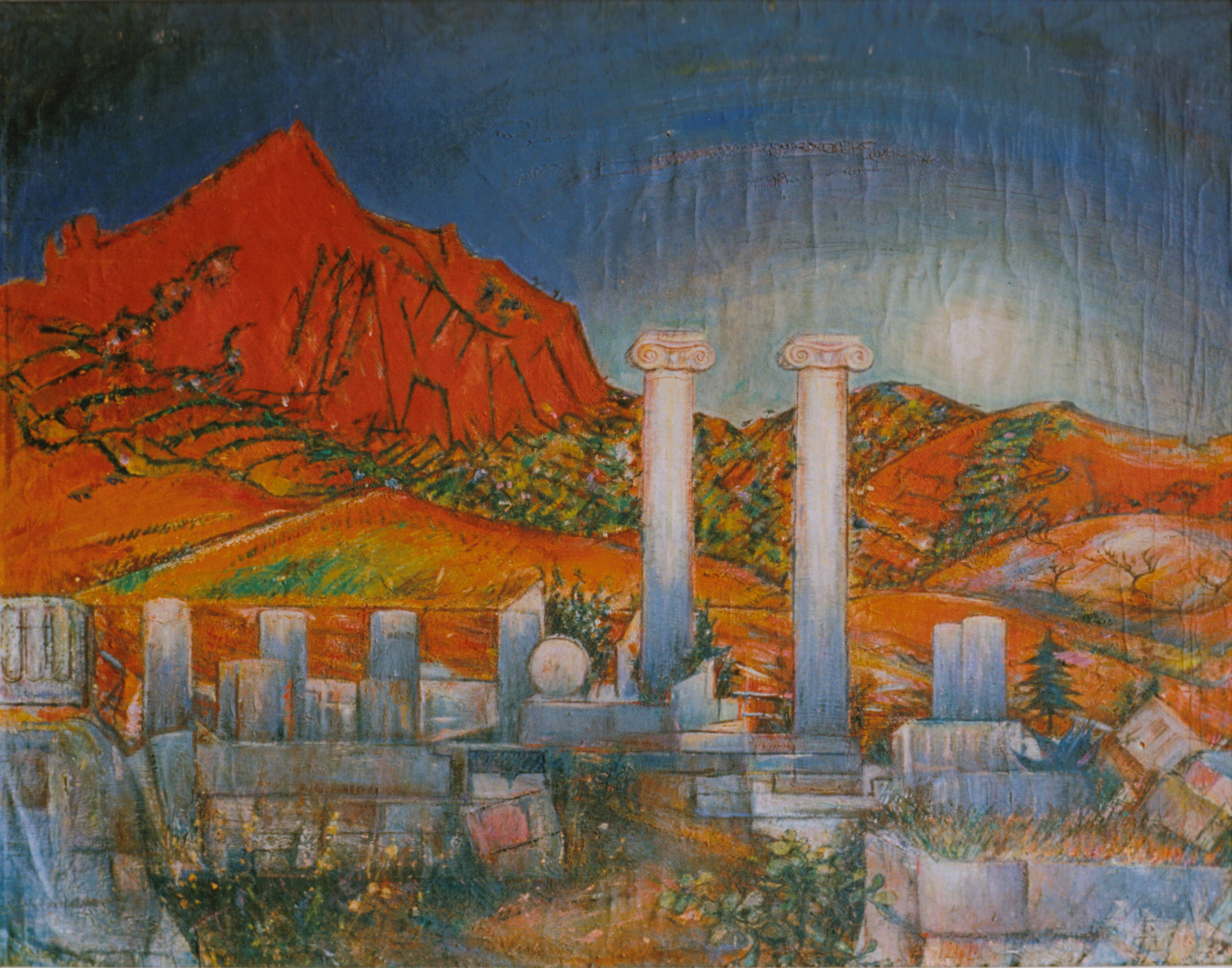
Traugott Fuchs, Sardes

Wiedergaben seiner Bilder gibt es in den Katalogen zu drei der genannten Ausstellungen:
- Traugott Fuchs Çorum and Anatolian Pictures, Boğaziçi Üniversitesi, Cultural Heritage Museum Publications I, 1986, Bebek, Istanbul
- Traugott Fuchs - ein Leben in der Türkei, drei-sprachig, S. Artemel, N. Buran Kurcoglu, S. Karantay (Hrsg.), CECA Publications, Istanbul 1995.
- Bilder der Sehnsucht - Traugott Fuchs - ein Leben am Bosporus, Hermann Fuchs (Hrsg.), Deutsche Welle, 2001.

Des Weiteren in den Bildkalendern
- Traugott Fuchs 2003, für Octapharma von nonmodo Kommunikationsdesign, www.nonmodo.de, Köln, 2002
- Traugott Fuchs Immerwährender Kalender, nonmodo Kommunikationsdesign, www.nonmodo.de, Köln 2006, ISBN 3-00-017938-0

### Schriften
Fuchs' ausgeprägte Bescheidenheit brachte es mit sich, dass er trotz immenser schriftlicher Betätigung fast gar nicht publizierte und auch nicht an seiner akademischen Karriere arbeitete. In seinem Nachlass lagern so - unveröffentlicht - über 400 Gedichte, Erzählungen wie z. B. Didyma oder Mein Besuch bei Hermann Hesse, die Abhandlung Lebenswichtige Etymologien - Der Mensch, zahlreiche und ausführliche Notizen zu den Literatur-Kursen, die Übersetzung der alttürkischen Legende Mevlid, Übersetzungen zeitgenössischer türkischer Lyrik (z. B. von Nazim Hikmet) u. v. m. Fuchs' Übersetzung von Gustave Flauberts Legende vom Heiligen Julian, dem Gastfreundlichen erschien in Istanbul 1989 in bibliophiler Ausstattung mit Holzschnitten der Graphikerin Herrad Fuchs. Einige von Fuchs' Gedichten wurden von Martin Vialon (s. Einzelnachweis 3) interpretiert, auch in Bezug zur Exilproblematik. Hinzuweisen ist in diesem Zusammenhang auch auf Fuchs immense Brief-Korrespondenz, die jedoch nicht nur für die Geschichte der Emigration aus dem 3. Reich und der Europäisierung der türkischen Republik von Interesse ist: dank ihrer sorgfältigen Gestaltung und hochdifferenzierten Sprache stellen die meisten kleine Kunstwerke dar (z. B. die an Hermann Hesse; s. auch unten unter Nachlass). Einer geeigneten (soziologischen?) Würdigung harren noch Fuchs' über Jahrzehnte geführte Günaydin-Tagebücher, in denen er zu aktuellen Photographien oder Karikaturen aus dem Massenblatt Günaydın ironische Kommentare - meist in Reimform - schrieb.

### Lehre
Wenngleich nicht in Objekten konkretisiert, stellt sein Engagement in der Lehre und seine Begabung für die Motivierung seiner Studenten ein wesentliches Moment von Fuchs' Wirksamkeit dar (s. o. unter Leben). Generationen von Deutsch-Studenten sind durch seine Schule gegangen, und die außerordentliche Wirkung seines Unterrichts und seiner Persönlichkeit für die Verbreitung deutscher Sprache und Literatur, ja Kultur insgesamt, wird von zahlreichen Zeugnissen festgehalten. Seine an Leo Spitzer und Erich Auerbach geschulte Literatur-Interpretation ist aus den umfangreichen erhaltenen Vorlesungsnotizen zu erschließen (s. u. unter Nachlass).

## Nachlass
Nahezu der gesamte Nachlass wurde nach der Erkrankung und dann nach Fuchs' Tod von Prof. Süheyla Artemel (Bosporus-Universität und Yeditepe Universität Istanbul) sichergestellt und befand sich dann an wechselnden Orten beider Universitäten, ab 2006
an der Bosporus-Universität in Istanbul-Rumeli Hisar, wo seit 1946 der Lebensmittelpunkt von Traugott Fuchs gewesen war. Durch ein Projekt des Historical Department der Universität wurde der Nachlass in das Traugott Fuchs Cultural and Historical Heritage Archive überführt und stand seit Januar 2008 auf Anfrage für künstlerische und wissenschaftliche Arbeiten daran, etwa zur Geschichte der deutschen Türkei-Emigration 1933–1945, zur Verfügung (Kontakt über die Website des Archivs, s. u.).
Durch Vertrag der Erben mit dem Orient-Institut Istanbul der deutschen Max-Weber-Stiftung (Bonn) wurde
der Nachlass 2022 an das Orient-Institut  übertragenund soll ab Ende 2023 in dessen neuen Räumen in Beyoglu präsent sein.
Dieser Nachlass umfasst die Bilder und Zeichnungen, die Schriften (s. o.) einschließlich einer Reihe seiner eigenen Briefe, die von ihm empfangenen Briefe, Photographien, seine Bibliothek. Der vorläufige Katalog von S. A. Kalyci, MA, und Prof. G. Wiemers aus dem Jahr 2007 wird abgelöst durch Einträge im übergreifenden Katalogsystem KALLIOPE der Deutschen Bibliothek.
Die Briefe von Fuchs an Hellmut Ritter befinden sich im Hessischen Staatsarchiv Marburg, die an Hermann Hesse im Deutschen Literaturarchiv Marbach oder im Schweizerischen Literaturarchiv Bern. Hesses Briefsendungen an Fuchs wurden dem Hesse-Museum Calw übereignet.